# Raina (artista)
Oh Hye-rin (hangul: 오혜린; hanja: 吳慧潾; nascida em 7 de maio de 1989), mais conhecida na carreira musical pelo seu nome artístico Raina (hangul: 레이나), é uma cantora sul-coreana. É mais popularmente conhecida por ter sido integrante do grupo feminino After School e da subunidade Orange Caramel.
Raina realizou sua estreia com o After School em novembro de 2009, com o lançamento do single Because of You. Sua estreia como cantora solista ocorreu em setembro de 2015 com o lançamento do single You End, And Me, uma colaboração com o rapper Kanto.

## Carreira
Raina tentou fazer uma audição para a JYP Entertainment para se tornar uma rapper antes de se juntar a Pledis Entertainment. Antes da estréia, Raina era uma barista no Coffee Bean & Tea Leaf. Ela também fez uma audição para o Superstar K da Mnet e foi aluna da SM Academy. Raina é considerada uma das melhores vocalistas entre grupos de ídolos na Coreia do Sul.
Raina oficialmente estreou com o grupo para o lançamento de seu segundo single, Because of You, que alcançou o número 1 no Gaon Digital Chart e ganhou a "triple crown" no Inkigayo. Ela estreou com líder do Orange Caramel em 18 de junho de 2010, no KBS Music Bank com a música Magic Girl. Ela lançou seu primeiro single solo para o My Shining Girl OST em fevereiro de 2012. Raina escreveu letras para Still... e Standing in This Place do Orange Caramel. Raina também escreveu as letras do Love Love Love do After School e '"Timeless.
Em 12 de junho de 2014, Raina e o rapper San E lançaram um duo de R&B chamado A Midsiness's Night's Sweetness. A colaboração encabeçou todas as principais paradas de música na Coréia do Sul logo após o lançamento, e foi o número 4 no gráfico digital Gaon de final de ano.
Em 28 de setembro de 2014, revelou-se que Raina faria sua estréia solo com o lançamento de seu primeiro álbum digital, Reset, em 8 de outubro. Existem duas músicas no álbum:
You End and Me e Repertoire. A faixa-título, You End and Me, apresenta Kanto, membro do boy group de hip hop Troy. Em 24 de novembro de 2015, Raina lançou o single I Do not Know, composto por si mesmo. Em 16 de junho de 2016, Raina e rapper San E lançaram seu segundo dueto chamado Sugar and Me. A colaboração foi n. ° 159 no gráfico de Gaon Digital Chart de fim de ano de 2016.
Em 5 de junho de 2017, a Raina lançou seu terceiro OST intitulado When Rain Falls para o drama Lookout da MBC. O membro do After School E-Young participou da composição e produção da música.
No dia 27 de dezembro de 2019, a Pledis anunciou que Raina teve seu contrato encerrado com a gravadora.

## Discografia

### Single albums
| Título | Detalhes                                                                                             | Posição nas paradas | Vendas |
| Título | Detalhes                                                                                             | KOR                 | Vendas |
| ------ | --- | ------------------- | ------ |
| Loop   | - Lançamento: 31 de julho de 2017 - Gravadora: Pledis Entertainment - Formatos: CD, digital download | 41                  | ASA    |

### Singles
| Título                                      | Ano  | Posição nas paradas | Vendas                 | Álbum |
| Título                                      | Ano  | KOR                 | Vendas                 | Álbum |
| ------------------------------------------- | ---- | ------------------- | ---------------------- | ----- |
| "A Midsummer Night's Sweetness" (com San E) | 2014 | 1                   | - KOR (DL): 1.537.798+ | —     |
| "You End, And Me" (featuring Kanto)         | 2014 | 25                  | - KOR (DL): 142.407+   | Reset |
| "Don't Know" (모르겠다)                     | 2015 | 71                  | - KOR (DL): 28.237+    | –     |
| "Sugar and Me" (달고나) (com San E)         | 2016 | 5                   | - KOR (DL): 454.350+   | –     |
| "Loop" (밥 영화 카페) (com Aron do NU'EST)  | 2017 | 58                  | - KOR (DL): 33.454+    | Loop  |

### Outras Músicas
| Ano  | Título                                                                     | Álbum                                   |
| ---- | -------------------------------------------------------------------------- | --------------------------------------- |
| 2010 | "Love Does Not Wait" (사랑을 미룰 순 없나요)                               | Orange Caramel - The First Mini Album   |
| 2010 | "Not Yet..." (아직…)                                                       | Orange Caramel - The Second Mini Album  |
| 2011 | "Leaning Against Time" (시간에 기대어)                                     | Virgin                                  |
| 2012 | "Timeless" Raina & Jungah                                                  | Flashback                               |
| 2012 | "Superwoman" (featuring Choi Seung-cheol)                                  | Lipstick                                |
| 2013 | "Meteor and Piercing" (流星とピアス)                                       | Orange Caramel                          |
| 2013 | "Crying While Putting Makeup On" (화장을 하다 울었어) (with Jungah)        | First Love (single)                     |
| 2014 | "Repertoire"                                                               | Reset                                   |
| 2015 | "Allday Allnight" (볼래) (with Jakop(야콥), ￦uNo(우노), DAYDAY(데이데이)) | –                                       |
| 2015 | "Forgotten Season" (잊혀진 계절)                                           | King of Masked Singer - 34th Generation |
| 2016 | "Jingle Jingle Jingle Bells" (징글징글징글벨) (featuring Z.NU (지뉴))      | Sing For You - Second Christmas Story   |
| 2016 | "By My Side"                                                               | Melody to Masterpiece - Part 1          |
| 2016 | "You in My Imagination" (상상 속의 너) (with Lizzy)                        | –                                       |

### Trilhas sonoras
| Ano  | Título | Álbum              |
| ---- | --- | ------------------ |
| 2012 | "Self Luminous" (자체발광) | My Shining Girl    |
| 2012 | "Even After Day" (하루가 지나도) (com Kan Jong Wook)                                                                                               | Tasty Life         |
| 2015 | "Stay Weird Stay Different" (com Hanhae do Phantom and Verbal Jint) / "Stay Weird Stay Different" (이상하자) (com Hanhae do Phantom & Verbal Jint) | –                  |
| 2017 | "When Rains Falls" (주르륵) | Lookout OST Part 3 |

### Crédito por escrita
| Ano  | Título             | Artista(s)     | Álbum                  |
| ---- | ------------------ | -------------- | ---------------------- |
| 2010 | "Standing Here"    | Orange Caramel | The Second Mini Album  |
| 2010 | "Not Yet..."       | Orange Caramel | The Second Mini Album  |
| 2010 | "Love Love Love"   | After School   | Happy Pledis 1st Album |
| 2012 | "Timeless"         | After School   | Flashback              |
| 2015 | "I Don't Know"     | Raina          | —                      |
| 2017 | "Treat You Better" | Raina          | Loop - Single          |
| 2017 | "Your Day"         | Raina          | Loop - Single          |

## Filmografia

### Shows de variedades
| Ano  | Título                    | Emissora | Episódio         | Notas                       |
| ---- | ------------------------- | -------- | ---------------- | --------------------------- |
| 2015 | King of Mask Singer       | MBC      | Episódio 33 & 34 | Adversaria no segundo round |
| 2015 | 100 People, 100 Songs     | jtbc     | Episódio 19 & 20 | Dois prêmios individuais    |
| 2016 | Singing Battle – Victory  | KBS2     | Episódio 8 & 9   | Dois prêmios individuais    |
| 2016 | Melody to Masterpiece     | tvN      | Episódio 1       | Winning Team                |
| 2016 | Two Yoo Project Sugar Man | jtbc     | Episódio 13      | Winning Team com Lizzy      |